# Chavat Skali
Chavat Skali (hebrejsky חוות סקאלי, přepisováno též Havat Skali, doslova „Skaliho farma“) je izraelská osada, respektive neautorizovaná satelitní osada na Západním břehu Jordánu v distriktu Judea a Samaří a v Oblastní radě Šomron (Samařsko).

## Geografie
Nachází se poblíž vesnice Elon More.